# Моравски Крумлов
Моравски Крумлов (на чешки: Moravský Krumlov; на немски: Mährisch Kromau) е град в южна Чехия, в окръг Зноймо на Южноморавския край. Разположен е в долината на река Рокитна, приток на Ихлава. Има площ от 49.56 квадратни километра и население от почти 6000 жители. Историческият център на града, макар че е силно разрушен в края на Втората световна война, е превърнат в градска историческа зона.
Градът е разположен в Зноймската винарска подобласт.

## История
Археологическите данни свидетелстват за съществуването на селище на мястото на града още по време на палеолита. Средневековното селище е свързано със строителството на пршемисловския замък Рокитен в района на Рокитна. Съществуването на това селище към 13 век е потвърдено от археологически данни.
Първият писмен документ, споменаващ за съществуването на имоти и замък в района е през 1289 г., макар и по-скоро градът да е основан още от крал Пршемисъл Отакар II (1253 – 1278). Местното име Крумлов се споменава на латински език в писмо на крал Рудолф Хабсбургски от 1277 г. Названието Моравски Крумлов градът получава в средата на 17 век, за да не се бърка с по-известния Чески Крумлов (буквално „Бохемски Крумлов“) в Бохемия.
Готическият замък от края на 13 век, по-късно преустроен в ренесансов стил, е реконструиран през 17 и 19 век.

## Забележителности
- Замъкът Моравски Крумлов и неговият парк. До 2011 г. в него се намира музей с картини на чешкия художник Алфонс Муха, известен като „Славянската епопея“, който сега е преместен в Прага. Известен е и със залата си, посветена на средновековния лекар Парацелз, пребивавал в замъка.
- Сградата на князете от 13 век, в която се намират музей и картинна галерия.
- Костелът „Вси светии“ и костелът „Св. Вартоломей“.
- Параклисът „Св. Флориан“ в стил бароко. Светията е покровител на града, а параклисът е построен в края на 17 век на хълм над града.

## Части на града
- Моравски-Крумлов
- Поланка
- Ракшице
- Рокитна

## Демография
| Година      | 1970 | 1980 | 1991 | 2001 | 2003 | 2011 | 2017 |
| ----------- | ---- | ---- | ---- | ---- | ---- | ---- | ---- |
| Брой жители | 4602 | 5590 | 6103 | 6102 | 6050 | 5977 | 5812 |

## Известни личности
- Петър Малек (* 1961), състезател по спортна стрелбо
- Станислав Марек (* 1970), футболист
- Владимир Моравек (* 1965), театрален и филмов режисьор
- Иржи Немец (* 1971), местен политик
- Густав Оберлик (1905 – 1943), депутат
- Драхомира Виханова (* 1930), кинорежисьор и сценарист
- Либор Зелничек (* 1965), футболист, треньор
- Дагмар Звержинова (* 1953), сенатор

## Побратимени градове
- Пшеворск, Полша

## Галерия
- Замъкът на Моравски Крумлов
- Манастирът „Свети Вартоломей“
- Параклис на св. Флориан